# Антті Окконен
Антті Окконен (фін. Antti Okkonen, нар. 2 червня 1982, Оулу) — фінський футболіст, півзахисник клубу «РоПС».
Виступав, зокрема, за клуби «Ландскруна БоІС» та «МюПа», а також національну збірну Фінляндії.

## Клубна кар'єра
У дорослому футболі дебютував 2000 року виступами за команду клубу «МюПа», в якій провів три сезони, взявши участь у 98 матчах чемпіонату. Більшість часу, проведеного у складі «МюПа», був основним гравцем команди.
Своєю грою за цю команду привернув увагу представників тренерського штабу клубу «Ландскруна БоІС», до складу якого приєднався 2004 року. Відіграв за команду з Ландскруни наступні два сезони своєї ігрової кар'єри. Граючи у складі «Ландскруни БоІС» також здебільшого виходив на поле в основному складі команди.
Згодом з 2006 по 2009 рік грав у складі команд клубів «Сількеборг» та «Монс».
У 2009 році повернувся до клубу «МюПа». Цього разу провів у складі його команди два сезони. Тренерським штабом нового клубу також розглядався як гравець «основи».
Протягом 2012 року захищав кольори команди клубу «ГІК».
До складу клубу «РоПС» приєднався 2013 року. Відтоді встиг відіграти за команду з Рованіємі 92 матчі в національному чемпіонаті.

## Виступи за збірну
У 2003 році дебютував в офіційних матчах у складі національної збірної Фінляндії. Протягом наступних чотирьох років провів у формі головної команди країни 13 матчів.